# 昌宏西路站
昌宏西路站是一个位于中华人民共和国云南省昆明市官渡区小板桥街道昌宏西路地下，属于昆明地铁1号线的地铁车站。昌宏西路站自2014年4月30日开通运营。
该站曾因肺炎疫情于2020年1月30日停运，2月22日恢复运营。

## 车站楼层
| 地面层          | 街道                                     | A-D出入口                                          |
| 地下一层 站厅层 | 站厅                                     | 票务服务、自动售票机、一卡通充值、安检、进出站闸机 |
| 地下二层 站台层 |                                          | █ 1号线往北部汽车站（巫家坝）                      |
| 地下二层 站台层 | 岛式站台，左侧開门                       |                                                    |
| 地下二层 站台层 | █ 1号线往大学城南/昆明南火车站（晓东村） |                                                    |

## 出口
该站设有4个出口：
|                       | 编号     | 地点                                                               | 建议前往的目的地 | 照片 |
| 出口 · A              | 昌宏西路 | 桦茂实验学校、阿角村、万科大都会、国雅石材陶瓷洁具批发市场         |                  |      |
| 出口 · B              | 昌宏西路 | 东聚建材城、国雅陶瓷市场、云南国雅化工城                           |                  |      |
| 出口 · C · 升降机标志 | 昌宏西路 | 中林建材城、牛街庄、晓东派出所                                     |                  |      |
| 出口 · D              | 东聚路   | 宏盛达五金机电市场、中林建材城、十二棵橡树、高原明珠广场、海伦国际 |                  |      |
| 註： 設有             |          |                                                                    |                  |      |